# Anderson Luis Pinheiro Silva
Anderson Luis Pinheiro Silva ou Nery est un joueur international angolais de rink hockey. Il évolue, en 2015, au sein du 1° de Agosto.

## Palmarès
En 2015, il participe au championnat du monde de rink hockey en France.